# Escola Thau Sant Cugat
L'Escola Thau Sant Cugat és un centre educatiu concertat adherit a la Fundació de coneixement i cultura (CIC) que ofereix serveis d'ensenyament des del parvulari fins a l'ESO. Va ésser inaugurat l'any 1996, esdevenint d'aquesta forma en el primer centre de la Institució Cultural del CIC a Sant Cugat del Vallès.

## Història
El 30 d'abril de 1994 un grup de families de Sant Cugat proposà al pedagog Joan Triadú i a la Institució Cultural del CIC, titular de l'Escola Thau Barcelona, la creació d'una Escola Thau a Sant Cugat.
L'1 de juny de 1995 s'inicia el projecte de l'Escola Thau Sant Cugat amb l'acord del Patronat de la Institució Cultural del CIC.
L'any 1996-1997 comença l'activitat acadèmica amb 92 famílies, 128 alumnes i 10 aules. Hi ha una primera línia de P3 fins a 1r d'ESO i s'ocupa la planta baixa de l'edifici.
El gener del 1997 se celebra la inauguració oficial de l'escola a càrrec del Molt Honorable President de la Generalitat de Catalunya, Sr. Jordi Pujol.
L'abril del 2002 s'inaugura de forma oficial la segona fase de l'escola a càrrec de l'Alcalde de Sant Cugat del Vallès, Lluís Recoder.
El setembre del 2005 és consolidada la segona línia i del projecte educatiu.
En el marc del curs 2005-2006 se celebra el 10è aniversari del centre amb diverses activitats i el 4 d'octubre del 2005 es concerta la diada de Sant Francesc d'Assís, patró de l'escola on s'inaugura l'exposició commemorativa del 10è aniversari de l'Escola Thau Sant Cugat instal·lada a la Casa de Cultura. En el transcurs del curs 2009-2010 s'ha iniciat la darrera ampliació de l'escola, la qual ja ha finalitzat.

## Ideari
Els ensenyaments de la Institució es regeixen per quatre principis que són la base del seu ideari.
La pedagogia activa és el principi educatiu que des del seus mateixos inicis n'ha inspirat: totes les pràctiques educatives, la didàctica de les àrees, les metodologies i les relacions d'ensenyament-aprenentatge amb els alumnes. Tenint en compte la seva incidència en la pràctica educativa i en la formació dels alumnes, dedicarem a la pedagogia activa un capítol a part.
La Institució té una identitat profundament arrelada en la catalanitat, no tan sols perquè ha nascut en el si del teixit associatiu d'aquest país nostre, sinó perquè vol desveetllar i potenciar en la consciència de l'alumne, a través de l'acció educativa, el sentit del poble i el sentit de pertinença afectiva. En un context caracteritzat pel procés de globalització econòmica, política i lingüística, la Institució considera fonamental la potenciació de les identitats pròpies, entre les quals compta, òbviament, la identitat catalana. Al mateix temps, la Institució ha desenvolupat i desenvolupa la seva reconeguda disposició envers l'ensenyament d'altres llengües, també d'acord amb les disposicions vigents. Així, a més de les llengües oficials, és propi de la Institució l'ensenyament d'idiomes en tots els graus de la vida escolar, amb la convicció que la formació poliglota és un factor essencial per al desenvolupament positiu de les capacitats i potencialitats dels seus alumnes.
La identitat cristiana és un dels eixos fonamentals de la Institució, no tan sols pel seu origen, el CIC, sinó per les iddes i els hàbits educatius que se’n desprenen. La presència de la identit cristiana, concretada de diferents maneres segons els àmbits, ha estat un element viu al llarg de la història de la Institució ha de saber oferir, a través de l'acció educativa, una imatge cristina de la persona, de la societat i del món, tot respectant la llibertat de cadascú.
La Institució Cultural del CIC neix per a fer un servei a la societat en la qual s'insereix, amb un marcat caràcter d'obertura social. El servei a la societat en general es tradueix en la formació

## Serveis
En el centre Thau s'ofereixen tots els nivells educatius bàsics inclosos en el sistema educatiu espanyol segons la llei LOGSE.
Aquests són els següents:
- Educació infantil
- Educació primària
- Educació Secundària Obligatòria
- Aula Oberta[2] (Per les tardes i als migdies en el que els alumnes es queden a dinar en el menjador escolar)